# Luigi Snozzi

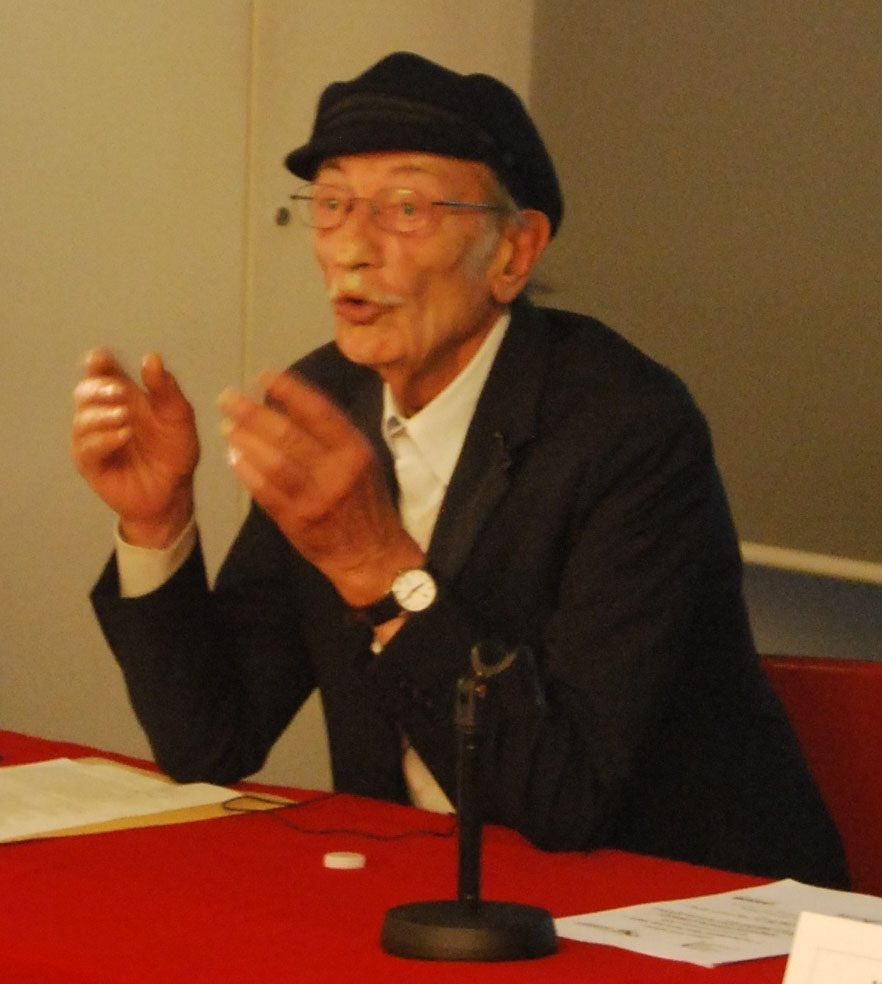
Luigi Snozzi nel 2009

Luigi Snozzi (Mendrisio, 29 luglio 1932 – Minusio, 29 dicembre 2020) è stato un architetto svizzero-italiano.

## Biografia
Studiò architettura alla Scuola politecnica federale di Zurigo; tra il 1962 e il 1971 lavorò in associazione con l'architetto Livio Vacchini, in seguito aprì i propri studi professionali a Locarno, Zurigo e Losanna.
Ottenne poi la cattedra di professore di architettura alla Scuola politecnica federale di Losanna. Fu il primo degli architetti della nuova scuola ticinese (comprendente anche Mario Botta, Aurelio Galfetti e il suo ex collega Livio Vacchini). Sollecitato per progetti urbani in tutto il mondo, non costruì molto su vasta scala, mentre sono molto conosciute le sue soluzioni abitative unifamiliari, come casa Snider a Verscio (1965-66), casa Kalmann a Brione sopra Minusio (1974-76) e Casa Bianchetti a Locarno (1975-77).
Dimostrò un profondo interesse per l'analisi storica e morfologica del sito, tanto da considerarla spesso fattore determinante per il progetto. Neorazionalista e amante del calcestruzzo armato pensato in linee austere, si dedicò spesso a restauri di monumenti, tra cui il Santuario della Madonna del Sasso e a Monte Carasso la zona monumentale con la completa riqualificazione dell'antico convento. Numerose le mostre a lui dedicate in ambito europeo ed extraeuropeo, così come le conferenze ed i seminari tenuti presso le più prestigiose facoltà del mondo. Insegnò presso la Facoltà di Architettura di Alghero - Università degli Studi di Sassari, dalla quale ottenne il 24 luglio 2007 la laurea honoris causa in Architettura.
Nel 1993 Luigi Snozzi vinse i premi “Beton”, “Wakker” ed il “Prince of Wales” per il progetto di Monte Carasso.
Snozzi è morto sul finire del 2020 all'età di 88 anni per complicazioni da COVID-19.

## Aforismi[3]
- Quando penso all'uomo, penso allo sfruttato.
- Con l'architettura non fai la rivoluzione, ma la rivoluzione non basta per fare architettura: l'uomo ha bisogno di tutte e due.
- Non sfuggire alle tue responsabilità: occupati della forma, in essa ritroverai l'uomo.
- L'architettura nasce dai bisogni reali, ma essa va al di là di essi; se vuoi scoprirla, guarda le rovine.
- L'acquedotto vive al momento che ha cessato di portare l'acqua.
- Niente è da inventare, tutto è da reinventare.
- Il giorno in cui laureati non potranno più essere utilizzati negli uffici d'architettura, la scuola avrà fatto un passo in avanti.
- Il progetto, prima che strumento di trasformazione, è strumento di conoscenza.
- L'architettura è vuoto, tocca a te definirlo.
- L'architettura si misura con l'occhio ed il passo, il metro al geometra.
- Un edificio comincia sempre dalle sue fondamenta.
- Cerchi la flessibilità ? Continua pure a costruire i tuoi muri in pietra.

## Principali opere
- 1958/59 - Casa Lucchini, Faido
- 1961/63 - Casa d'appartamenti Verda, Muralto
- 1961/63 - Restauro della Chiesa Parrocchiale di Brissago
- 1962/65 - Abitazioni popolari a Locarno, in collaborazione con Livio Vacchini
- 1963/65 - Casa Taglio a Orselina, in collaborazione con Livio Vacchini
- 1963/65 - Edificio amministrativo Fabrizia a Bellinzona (edificio amministrativo PTT) , via Vincenzo Vela, in collaborazione con Livio Vacchini
- 1965/66 - Casa Snider a Verscio, Nucleo ovest Chioso Leoni, in collaborazione con Livio Vacchini[4]
- 1967/70 - Palazzo Patriziale - via Galbisio a Monte Carasso, in collaborazione con Livio Vacchini
- 1973/78 - Scuola elementare e Municipio a San Nazzaro, in collaborazione con Walter von Euw
- 1976 - Casa Kalmann - via Panoramica, Brione sopra Minusio, in collaborazione con Walter von Euw
- 1977 - Casa Bianchetti - via G. Zoppi località Monti della Trinità Locarno Monti, in collaborazione con Walter von Euw
- 1976/78 - Casa Cavalli - Nucleo ovest Ronchi Vanini Verscio,in collaborazione con Walter von Euw[5]
- 1979 - Negozio Costantini - via Brione a Minusio,in collaborazione con Walter von Euw
- 1977/84 - Restauro del Convento Madonna del Sasso a Orselina
- 1983/94 - Centro Parrocchiale a Lenzburg
- 1983/84 - Casa Heschl - località Agarone Gerra Verzasca, in collaborazione con Michele Arnaboldi
- 1984/85 - Casa Barbarossa a Minusio
- 1985/87 - Casa Bianchini a Brissago, in collaborazione con Michele Arnaboldi
- 1988 - Casa Walser a Onsernone località Loco
- 2011 - Casa Stefano Guidotti a Monte Carasso

## Progetti non realizzati
- 1970 - Scuola Politecnica Federale di Losanna, (Concorso ad inviti, non realizzato), in collaborazione con Tita Carloni, Mario Botta, Aurelio Galfetti e Flora Ruchart
- 1971 - Centro direzionale di Perugia, (Concorso ad inviti, non realizzato), in collaborazione con Mario Botta
- 1971 - Casa ad appartamenti Martinelli, Lugano (Progetto non realizzato)
- 1972 - Porto ed abitazioni a Brissago, in collaborazione con Walter von Euw (Progetto non realizzato)
- 1973 - Quartiere abitativo a Celerina, in collaborazione con Walter von Euw (Progetto non realizzato)[6]
- 1976 - Clinica Psichiatrica a Münsterlingen (Concorso, non realizzata),in collaborazione con Walter von Euw
- 1976 - Ponte di Golino (Progetto, non realizzato)
- 1976 - Centro Sportivo a Tenero(Concorso, 5º classificato),in collaborazione con Walter von Euw
- 1978 - Scuola elementare a Montagnola (Concorso, 2º classificato),in collaborazione con Walter von Euw
- 1978 - Progetto della nuova stazione di Zurigo, (Concorso, non realizzato),in collaborazione con Mario Botta
- 1980 - Progetto di insediamento residenziale in Piazza del Sole a Bellinzona, (Concorso, non realizzato),in collaborazione con Michele Arnaboldi
- 1981 - Progetto dell'area del "Klosterli" a Berna, (Concorso, non realizzato),in collaborazione con Michele Arnaboldi
- 1982 - Progetto di biblioteca cantonale a Thun, (Concorso, non realizzato),in collaborazione con Michele Arnaboldi
- 1982 - Concorso per un museo e una biblioteca pubblica a Coira presso Villa Plianta[7]
- 1983 - Edificio amministrativo delle telecomunicazioni a Bellinzona, (Concorso, non realizzato),in collaborazione con Michele Arnaboldi e Raffaele Cavadini
- 1983 - Progetto per la stazione centrale di Bologna, (Concorso, non realizzato),in collaborazione con Michele Arnaboldi e Raffaele Cavadini
- 1984 - Progetto per l'area "Strickmaschinen" a Sciaffusa,(concorso, non realizzato), in collaborazione con Michele Arnaboldi e Raffaele Cavadini
- 1984 - Isolato residenziale a Vienna,(concorso, progetto acquisito), in collaborazione con Michele Arnaboldi
- 1984 - Progetto di case a schiera a Brione sopra Minusio, (concorso, non realizzato), in collaborazione con Gustavo Groisman
- 1985 - Piazza del Teatro a Francoforte,(concorso, non realizzato), in collaborazione con Gustavo Groisman e Raffaele Cavadini
- 1986 - Progetto del Parlamento del Basso Reno a Strasburgo, (concorso ad inviti, non realizzato), in collaborazione con Michele Arnaboldi
- 1987 - Progetto di riqualificazione di Piazza Marienhof a Monaco di Baviera, (concorso, progetto acquisito), in collaborazione con Gustavo Groisman
- 1987 - Ristrutturazione dell'area di Porta Genova a Milano, (concorso ad inviti della Triennale di Milano), in collaborazione con Michele Arnaboldi e Raffaele Cavadini
- 2004 - Concorso internazionale di progettazione per la nuova stazione Alta Velocità Napoli Afragola, (Progetto non realizzato)[8]

## Scritti
- Auf den Spuren des Ortes, Zürich: Museum für Gestaltung 1996
- Bau der Gesellschaft, Zürich: ETH 1996
- Städte bauen - Urbanistische Projekte, Ideen und Arbeiten, 1972-1997; Sulgen: Niggli 1997
- wie wohnen – heute?; Stuttgart: architektur – galerie am weißenhof 2002